# سیا پارتنرز
سیا پارتنرز (انگلیسی: Sia Partners) شرکت خدمات حرفه‌ای فرانسوی است، که در سال ۱۹۹۹ تأسیس شد.
سیا یک شرکت مشاوره استراتژی و مدیریت است که به صنایع بانکداری، فناوری، علوم زیستی، بیمه، مخابرات و رسانه، انرژی، منابع و خدمات رفاهی، حمل و نقل و لجستیک، مراقبت‌های بهداشتی، صنعت و خرده فروشی و دولت خدمات ارائه می‌دهد. این شرکت کاملاً مستقل از ارائه دهندگان نرم‌افزار و شرکت‌های حسابرسی است.
این شرکت با ۴۸ دفتر در ۱۹ کشور، حضور بین‌المللی دارد و ۳۰۰۰ مشاور با درآمد پیش‌بینی‌شده ۴۳۵ میلیون دلار آمریکا (۲۰۲۳) دارد. شرکت سیا توسط یک تیم مدیریت بین‌المللی اداره می‌شود و به صورت مشارکتی سازماندهی شده است.